# فريدريك مولر
فريدريك مولر (بالألمانية: Friedrich Müller)‏ (7 فبراير 1907 بميونخ في ألمانيا - 15 مايو 1978) هو لاعب كرة قدم ألماني في مركز الهجوم. شارك مع منتخب ألمانيا لكرة القدم. أما مع النوادي، فقد لعب مع نادي درسدن ‏.

## وصلات خارجية
- فريدريك مولر على موقع قاعدة بيانات كرة القدم.إي يو (الإنجليزية)
- فريدريك مولر على موقع ناشيونال فوتبول تيمز (الإنجليزية)
- فريدريك مولر على موقع عالم كرة القدم.نت (الإنجليزية)